# Lokomotiv/Saison 2009
Dieser Artikel listet die Kader und die Erfolge  der russischen Bahn- und Straßenradsportmannschaft Lokomotiv in der Saison 2009 auf.
Das Team nahm 2009 als Continental Team an den UCI Continental Circuits teil. Außerdem war die Mannschaft als Track Team für Bahnwettbewerbe gemeldet. Manager war Wladimir Kolossow, der von dem Sportlichen Leiter Alexander Kusnezow unterstützt wird.

## Saison 2009

### Erfolge in der Europe Tour
| Datum    | Rennen                                     | Kat. | Fahrer            |
| -------- | ------------------------------------------ | ---- | ----------------- |
| 26. Juni | Russische Meisterschaft – Einzelzeitfahren | NC   | Artjom Owetschkin |

### Mannschaft
| Name                   | Geburtstag       | Nationalität | Team 2010              |
| ---------------------- | ---------------- | ------------ | ---------------------- |
| Sergei Ganischin       | 23. Februar 1989 | Russland     |                        |
| Dmitri Ignatjew        | 27. Juni 1988    | Russland     | Itera-Katjuscha        |
| Artur Jerschow         | 7. März 1990     | Russland     |                        |
| Waleri Kaikow          | 7. Mai 1988      | Russland     |                        |
| Leonid Krasnow         | 24. Januar 1988  | Russland     |                        |
| Roman Maikin           | 14. August 1990  | Russland     | Itera-Katjuscha        |
| Artjom Owetschkin      | 11. Juli 1986    | Russland     | Katjuscha              |
| Alexander Rjabkin      | 1. Mai 1989      | Russland     | Caja Rural U23         |
| Alexander Rybakow      | 17. Mai 1988     | Russland     |                        |
| Wladimir Schtschekunow | 8. Januar 1987   | Russland     | Camargo-Ferroatlantica |
| Stanislaw Wolkow       | 5. März 1988     | Russland     | Itera-Katjuscha        |